# Villafranca Piemonte
Villafranca Piemonte (piemontesisch Vilafranca oder La Vila) ist eine Gemeinde in der italienischen Metropolitanstadt Turin (TO), Region Piemont.

## Lage und Einwohner
Villafranca Piemonte liegt am Oberlauf des Po, nahe der Einmündung des Pellice, 45 km südwestlich von Turin. Das Gemeindegebiet umfasst eine Fläche von 51 km² und hat 4591 Einwohner (Stand 31. Dezember 2023). 
Die Nachbargemeinden sind Vigone, Pancalieri, Cavour, Faule, Moretta, Barge und Cardè.

## Geschichte

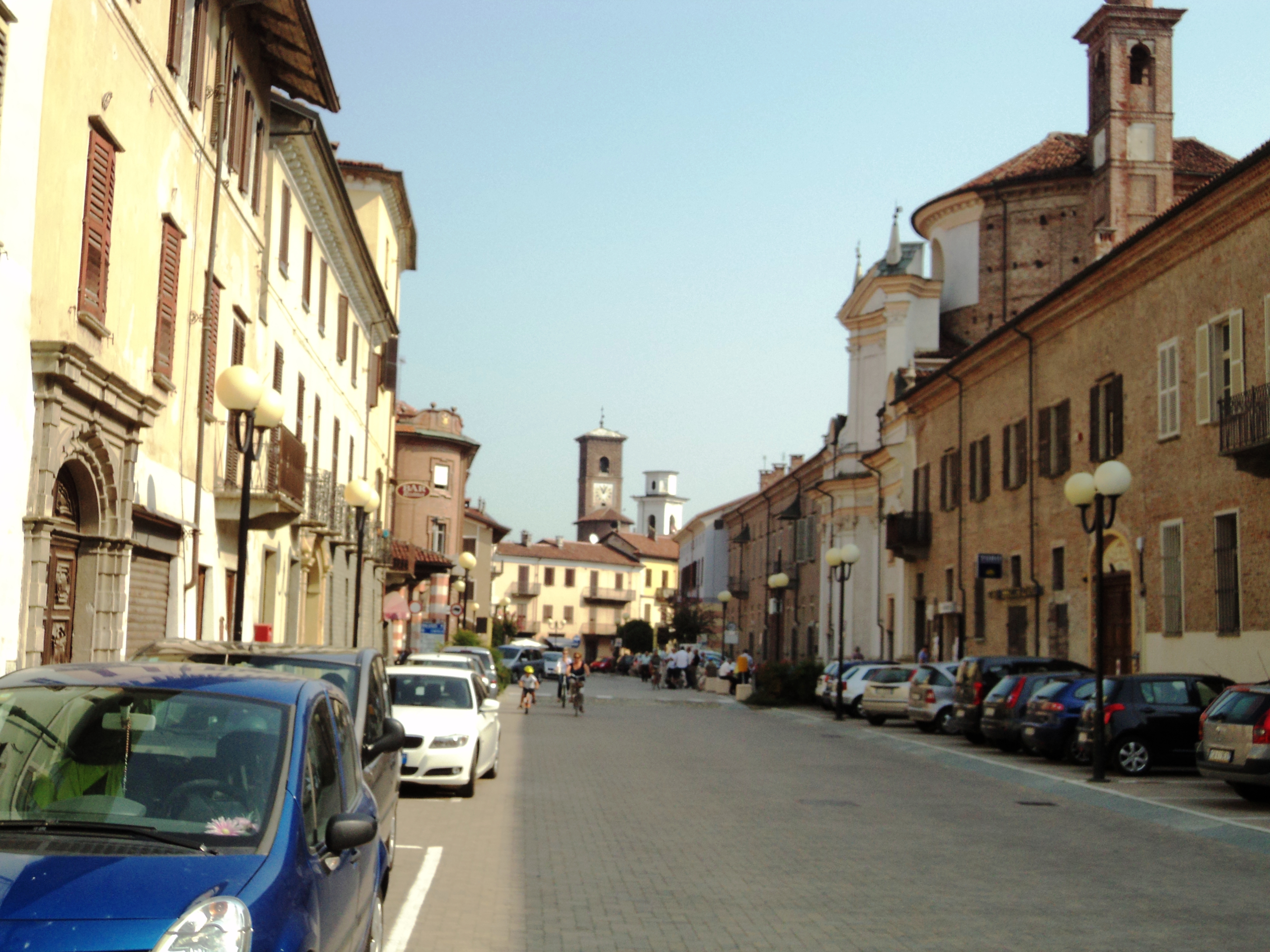
Hauptstrasse

Der Name Villafranca wird bereits in einer Urkunde aus dem Jahr 1197 erwähnt und ist mit der besonderen Rechtslage der Einwohner verbunden, die frei von feudalen Bindungen und Steuern waren. Die Siedlung wurde nach 1177 gegründet, um die Bewohner der drei Dörfer Sosia, San Giovanni und Musinasco unterzubringen, die einige Jahre zuvor von der Armee von Federico Barbarossa zerstört worden waren. Ab dem 12. Jahrhundert wurde es Teil der Herrschaft des Grafen Tommaso I. von Savoyen, der seine Entwicklung begünstigte und beschloss, es zu befestigen und in ein Castrum umzuwandeln, das die Aufgabe hatte, den Po zu überwachen.
Die Stadt war auch das Zentrum der Kämpfe zwischen den Savoyern gegen die Markgrafen von Saluzzo und Monferrato und wurde auch von schrecklichen Hungersnöten und Pestepidemie heimgesucht, die die Bevölkerung schwer belasteten. Im Jahr 1336 zerstörte ein Brand einen großen Teil der Stadt, darunter auch die vielen Mühlen. 1515 besiegten die Franzosen unter der Führung von Jacques de La Palice die päpstlichen Truppen bei Villafranca Piemonte und nahmen ihren Anführer Prospero Colonna gefangen.
Im 16. Jahrhundert war es in den Krieg verwickelt, in dem die Heilige Liga auf der einen Seite und das Frankreich von Franz I. auf der anderen Seite standen und in dem Prospero Colonna, der Kommandeur der für die Franzosen kämpfenden päpstlichen Truppen, auf seinem Boden besiegt wurde. Wie der Rest des Piemont wurde es zwischen dem 17. und 19. Jahrhundert von verschiedenen französischen Invasionen heimgesucht, die schwere Schäden verursachten, wie zum Beispiel die völlige Zerstörung der Burg.
Erst im 19. Jahrhundert erlebte es eine Zeit der Ruhe und Entwicklung, begünstigt durch das Wachstum verschiedener Unternehmen und den Bau der Brücke über den Po, die den Handel erleichterte.

## Gemeindepartnerschaften
- Saint-Maurice-Saint-Germain
- Belhomert-Guéhouville
- El Trébol